# El Mezquite Granja
El Mezquite Granja är en ort i Mexiko.   Den ligger i kommunen Tarímbaro och delstaten Michoacán de Ocampo, i den södra delen av landet, 210 km väster om huvudstaden Mexico City. El Mezquite Granja ligger 1 848 meter över havet och antalet invånare är 133.
Terrängen runt El Mezquite Granja är varierad. El Mezquite Granja ligger nere i en dal. Runt El Mezquite Granja är det ganska tätbefolkat, med 70 invånare per kvadratkilometer. Närmaste större samhälle är Morelia, 9,7 km sydväst om El Mezquite Granja. I omgivningarna runt El Mezquite Granja växer huvudsakligen savannskog.